# Sinistra Radicale (Danimarca)
Sinistra Radicale (in danese Radikale Venstre, RV), noto anche come Partito Social-Liberale Danese (Danmarks Social-Liberale Parti) è un partito politico danese, d'ispirazione socioliberale.

## Storia
RV è stato fondato nel 1905 da una scissione all'interno della Sinistra - Partito Liberale di Danimarca (Venstre). Il Venstre era un partito liberale classico, alternativo al Partito Popolare Conservatore, per questo i liberali si autodefinirono "Sinistra". Fino alla seconda metà degli anni venti del XX secolo, infatti, il pensiero socialista e socialdemocratico non ebbe molto seguito in Danimarca, data la natura ancora agricola del paese. I liberali rappresentavano, pertanto, la componente più progressista del panorama politico danese di inizio secolo. RV nacque dall'iniziativa di alcuni intellettuali, agricoltori e piccoli imprenditori che aspiravano ad una politica più democratica ed attenta ai temi sociali.
RV adottò, nel momento della fondazione, il cosiddetto "Programma di Odense" con cui si impegnavano per: la neutralità internazionale della Danimarca, il suffragio segreto ed universale per tutti i cittadini con più di 21 anni, l'istituzione di referendum popolari, la riduzione dell'orario di lavoro, l'assicurazione per i lavoratori, la tassazione progressiva sul reddito, migliore assistenza per i bambini e le gestanti. Un programma all'epoca alquanto innovativo. Da ciò si comprende l'utilizzo sia del termine "sinistra", che di quello "radicale". Del resto, RV, sotto l'influenza dello storico Peter Munch, si ispirava chiaramente ai partiti radicali europei, in particolar modo quello che oggi è divenuto il Partito Radicale di Sinistra francese. Lo stesso RV, infatti, oggi è solito definirsi un partito liberal-riformista o socio-liberale, oltre che un partito centrista, in quanto disponibile ad alleanza sia con la destra liberale, che con la sinistra socialdemocratica. RV è membro dell'ALDE.
Tra il 1945 e il 1957 RV ha ottenuto, alle elezioni politiche, percentuali comprese tra il 6,9 e l'8,6%, eleggendo sempre tra i 10 ed i 14 deputati. Nel 1960 e nel 1964 il partito calò al 5,8 ed al 5,3%. Tra il 1966 ed il 1975 il partito visse il suo periodo più florido con percentuali tra il 7,1 ed il 15%, eleggendo tra i 13 ed i 27 deputati. Dopo il crollo del 1977 (3,6%), i socio-liberali recuperarono di poco i consensi. Infatti tra il 1979 ed il 1988 ottennero percentuali tra il 5,1 ed il 6,2%, eleggendo sempre circa 10 deputati. Tra il 1990 ed il 1998, RV calò a percentuali intorno al 4%, salvo risalire al 5,2% nel 2001 e quasi raddoppiare i consensi nel 2005. RV, infatti, pur rimanendo all'opposizione, conquistò il 9,2% dei suffragi ed ha eletto 16 deputati. Alle elezioni del 2007, RV calò al 5,1% dei voti, eleggendo 9 deputati. Alle politiche del 2011, RV aumentò i suoi consensi giungendo al 9,5% ed eleggendo 17 deputati, tornando al governo insieme ai Socialdemocratici ed ai Socialisti popolari. Alle politiche del 2015 invece inverte la tendenza ottenendo solo il 4,6% e eleggendo solo 8 deputati.
Il Radikale Venstre è pro-europeo. Sostiene l'erezione di un muro anti-migranti ai confini dell'Europa.

## Leader
- 1905–1928: Carl Theodor Zahle
- 1928–1940: Peter Rochegune Munch
- 1940–1960: Jørgen Jørgensen
- 1960–1968: Karl Skytte
- 1968–1975: Hilmar Baunsgaard
- 1975–1978: Svend Haugaard
- 1978–1990: Niels Helveg Petersen
- 1990–2007: Marianne Jelved
- 2007–2014: Margrethe Vestager
- 2014–2020: Morten Østergaard
- 2020–2022: Sofie Carsten Nielsen
- Dal 2022: Martin Lidegaard

## Membri di spicco

### Ministri di Stato
- Carl Theodor Zahle, ministro di Stato 1909–1910 e 1913–1920, (ministro della giustizia 1929–1935)
- Erik Scavenius, ministro di Stato 1942–1945 (de facto fino al 29 agosto 1943), (ministro degli affari esteri 1909–1910, 1913–1920 e 1940–1943 de facto/–1945 de jure)
- Hilmar Baunsgaard, ministro di Stato 1968–1971, (ministro del commercio 1961–1964)

### Altri ministri
- Edvard Brandes, ministro delle finanze 1909–1910 e 1913–1920
- Christopher Krabbe, ministro della difesa 1909–1910
- Peter Rochegune Munch, ministro dell'interno 1909–1910, ministro della difesa 1913–1920, ministro degli affari esteri 1929–1940
- Poul Christensen, ministro dell'agricoltura 1909–1910
- Ove Rode, ministro dell'interno 1913–1920
- J. Hassing-Jørgensen, ministro dei lavori pubblici 1913–1920
- Kristjan Pedersen, ministro dell'agricoltura 1913–1920
- Bertel Dahlgaard, ministro dell'interno 1929–1940, ministro degli affari economici e ministro della cooperazione nordica 1957–1960
- Jørgen Jørgensen, ministro dell'istruzione 1935–1940, 1942–1942, 1957–1960, ministro dell'interno 1942–1943
- A. M. Hansen, ministro dell'istruzione 1945–1945
- Kjeld Philip, ministro del commercio 1957–1960, ministro delle finanze 1960–1961, ministro degli affari economici 1961–1962
- Karl Skytte, ministro dell'agricoltura 1957–1964
- A. C. Normann, ministro della pesca 1960–1964, ministro della pesca e ministro della Groenlandia 1968–1971
- Helge Larsen, ministro dell'istruzione 1968–1971
- Lauge Dahlgaard, ministro del lavoro 1968–1971
- Jens Bilgrav-Nielsen, ministro dell'energia 1988–1990
- Kristen Helveg Petersen, ministro dell'istruzione 1961–1964, ministro della cultura 1968–1971
- Niels Helveg Petersen, ministro degli affari economici 1988–1990, ministro degli affari esteri 1993–2000
- Ole Vig Jensen, ministro della cultura 1988–1990, ministro dell'istruzione 1993–1998, ministro della chiesa 1996–1998
- Lone Dybkjær, ministro dell'ambiente 1988–1990
- Aase Olesen, ministro degli affari sociali 1988–1990
- Ebbe Lundgaard, ministro della cultura 1996–1998
- Elsebeth Gerner Nielsen, ministro della cultura 1998–2001
- Marianne Jelved, ministro degli affari economici 1993–2001, ministro della cooperazione nordica 1994–2001, ministro della cultura 2012–2015
- Margrethe Vestager, ministro dell'istruzione 1998–2001, ministro della chiesa 1998–2000, ministro degli affari interni ed economici 2011–2014
- Anita Bay Bundegaard, ministro della cooperazione allo sviluppo 2000–2001
- Johannes Lebech, ministro della chiesa 2000–2001
- Christian Friis Bach, ministro della cooperazione allo sviluppo 2011–2013
- Uffe Elbæk, ministro della cultura 2011–2012
- Morten Østergaard, ministro della ricerca, dell'innovazione e dell'istruzione superiore 2011–2014, ministro della tassazione 2014–2014 ministro degli affari interni ed economici 2014-2015
- Martin Lidegaard, ministro del clima e dell'energia 2011–2014, ministro degli affari esteri 2014–2015
- Manu Sareen, ministro per l'uguaglianza, la chiesa e la cooperazione nordica 2011–2014, ministro per l'integrazione e gli affari sociali 2014–2015
- Rasmus Helveg Petersen, ministro della cooperazione allo sviluppo 2013–2014, ministro del clima e dell'energia 2014–2015
- Sofie Carsten Nielsen, ministro della ricerca, dell'innovazione e dell'istruzione superiore 2014–2015

## Risultati elettorali

### Elezioni legislative
| Anno    | Voti    | %          | +/-     | Seggi    | +/-     | Status                |
| ------- | ------- | ---------- | ------- | -------- | ------- | --------------------- |
| 1906    | 38 151  | 12,6 (4.º) |         | 9 / 114  |         | Opposizione           |
| 1909    | 50 305  | 15,5 (4.º) | 2,9     | 15 / 114 | 6       | Opposizione           |
| 1910    | 64 884  | 18,6 (4.º) | 3,1     | 20 / 114 | 5       | Opposizione           |
| 1913    | 67 903  | 18,7 (4.º) | 0,1     | 31 / 114 | 11      | Governo               |
| 1915    | N/A     | 18,6 (4.º) | 0,1     | 31 / 114 | Stabile | Governo               |
| 1918    | 189 521 | 20,7 (3.º) | 2,1     | 32 / 140 | 1       | Governo               |
| 04/1920 | 122 160 | 11,9 (4.º) | 8,8     | 17 / 140 | 15      | Opposizione           |
| 07/1920 | 109 931 | 11,5 (4.º) | 0,4     | 16 / 140 | 1       | Opposizione           |
| 09/1920 | 147 120 | 12,1 (4.º) | 0,6     | 18 / 149 | 2       | Opposizione           |
| 1924    | 166 476 | 13,0 (4.º) | 0,9     | 20 / 149 | 2       | Opposizione           |
| 1926    | 150 931 | 11,3 (4.º) | 1,7     | 16 / 149 | 4       | Opposizione           |
| 1929    | 151 746 | 10,7 (4.º) | 0,6     | 16 / 149 | Stabile | Governo               |
| 1932    | 145 221 | 9,4 (4.º)  | 1,3     | 14 / 149 | 2       | Governo               |
| 1935    | 151 507 | 9,2 (4.º)  | 0,2     | 14 / 149 | Stabile | Governo               |
| 1939    | 161 834 | 9,5 (4.º)  | 0,3     | 14 / 149 | Stabile | Governo               |
| 1943    | 175 179 | 8,7 (4.º)  | 0,8     | 13 / 149 | 1       | Governo               |
| 1945    | 167 073 | 8,1 (5.º)  | 0,6     | 11 / 149 | 2       | Opposizione           |
| 1947    | 144 206 | 6,9 (4.º)  | 1,2     | 10 / 149 | 1       | Opposizione           |
| 1950    | 167 969 | 8,2 (5.º)  | 1,3     | 12 / 151 | 2       | Opposizione           |
| 04/1953 | 178 942 | 8,6 (4.º)  | 0,4     | 13 / 151 | 1       | Opposizione           |
| 09/1953 | 169 295 | 7,8 (4.º)  | 0,8     | 14 / 179 | 1       | Opposizione           |
| 1957    | 179 822 | 7,8 (4.º)  | Stabile | 14 / 179 | Stabile | Governo               |
| 1960    | 140 979 | 5,8 (5.º)  | 2,0     | 11 / 179 | 3       | Governo               |
| 1964    | 139 702 | 5,3 (5.º)  | 0,5     | 10 / 179 | 1       | Opposizione           |
| 1966    | 203 858 | 7,3 (5.º)  | 2,0     | 13 / 179 | 3       | Opposizione           |
| 1968    | 427 304 | 15,0 (4.º) | 7,7     | 27 / 179 | 14      | Governo               |
| 1971    | 413 620 | 14,3 (4.º) | 0,7     | 27 / 179 | Stabile | Governo               |
| 1973    | 343 117 | 11,2 (4.º) | 3,1     | 20 / 179 | 7       | Sostegno parlamentare |
| 1975    | 216 553 | 7,1 (4.º)  | 4,1     | 13 / 179 | 7       | Opposizione           |
| 1977    | 113 330 | 3,6 (8.º)  | 3,5     | 6 / 179  | 7       | Opposizione           |
| 1979    | 172 365 | 5,4 (6.º)  | 1,8     | 10 / 179 | 4       | Opposizione           |
| 1981    | 160 053 | 5,1 (7.º)  | 0,3     | 9 / 179  | 1       | Opposizione           |
| 1984    | 184 642 | 5,5 (5.º)  | 0,4     | 10 / 179 | Stabile | Opposizione           |
| 1987    | 209 086 | 6,2 (5.º)  | 0,7     | 11 / 179 | 1       | Opposizione           |
| 1988    | 185 707 | 5,6 (6.º)  | 0,6     | 10 / 179 | 1       | Governo               |
| 1990    | 114 888 | 3,5 (7.º)  | 2,1     | 7 / 179  | 3       | Opposizione           |
| 1994    | 152 701 | 4,6 (6.º)  | 1,1     | 8 / 179  | 1       | Governo               |
| 1998    | 131 254 | 3,9 (7.º)  | 0,7     | 7 / 179  | 1       | Governo               |
| 2001    | 179 023 | 5,2 (6.º)  | 1,3     | 9 / 179  | 2       | Opposizione           |
| 2005    | 308 212 | 9,2 (5.º)  | 4,0     | 17 / 179 | 8       | Opposizione           |
| 2007    | 177 161 | 5,1 (6.º)  | 4,1     | 9 / 179  | 8       | Opposizione           |
| 2011    | 336 698 | 9,5 (4.º)  | 4,4     | 17 / 179 | 8       | Governo               |
| 2015    | 161 009 | 4,6 (7.º)  | 4,9     | 8 / 179  | 9       | Opposizione           |
| 2019    | 304 273 | 8,6 (4.º)  | 4,0     | 16 / 179 | 8       | Governo               |
| 2022    | 133.802 | 3.8 (9.º)  | 4,8     | 7 / 179  | 9       | Opposizione           |

### Elezioni europee
| Anno | Voti    | %           | +/-  | Seggi  | +/-     |
| ---- | ------- | ----------- | ---- | ------ | ------- |
| 1979 | 56 944  | 3,3 (10.º)  |      | 0 / 15 |         |
| 1984 | 32 560  | 1,6 (9.º)   | 1,7  | 0 / 15 | Stabile |
| 1989 | 50 196  | 2,8 (8.º)   | 1,2  | 0 / 16 | Stabile |
| 1994 | 176 480 | 8,5 (7.º)   | 5,7  | 1 / 16 | 1       |
| 1999 | 180 089 | 9,1 (4.º)   | 0,6  | 1 / 16 | Stabile |
| 2004 | 120 473 | 6,4 (7.º)   | 2,7  | 1 / 14 | Stabile |
| 2009 | 100 094 | 4,3 (7.º)   | 2,1  | 0 / 13 | 1       |
| 2014 | 148 949 | 6,5 (7.º)   | 2,2  | 1 / 13 | 1       |
| 2019 | 277.929 | 10,07 (5.°) | 3.57 | 2 / 13 | 1       |